# Regionshospitalet Herning
Regionshospitalet Herning er en del af Hospitalsenheden Vest. Det er et stort hospital i Midtjylland, der før kommunalreformen (2007) hed Herning Centralsygehus.
Den ældste del af sygehuset åbnede i 1910 og er løbende igennem hvert følgende årti blevet udvidet.
Hospitalet har 279 sengepladser og har årligt ca. 20.000 indlagte patienter. Det varetager sammen med Regionshospitalet Holstebro akutmodtagelsen for ca. 250.000 borgere i den vestlige del af Region Midtjylland geografisk svarende til det tidligere Ringkøbing Amt.
Den 1. september 2009 indviede Dronning Margrethe det nye onkologihus.
I juni 2008 blev der besluttet i regionsrådet for Region Midtjylland at opføre et nyt akutsygehus i Gødstrup ved Herning for at afløse de nuværende sygehuse i både Herning og Holstebro.